# MBB/Kawasaki BK 117
BK 117 je dvoumotorový víceúčelový vrtulník střední váhové kategorie, který byl vyvíjen ve spolupráci německého výrobce Messerschmitt-Bölkow-Blohm (MBB) a japonské společnosti Kawasaki. Společnost MBB byla později odkoupena společností Daimler-Benz a nakonec se stala součástí skupiny Eurocopter Group. BK 117 je populární jako transportní vrtulník pro osobní dopravu i VIP lety. Osvědčil se také jako letecký jeřáb při stavebních pracích a v některých zemích je využíván i pro potřeby letecké záchranné služby. Tento typ vrtulníku je znám také z německého akčního seriálu Medicopter 117. Nástupcem vrtulníku je Eurocopter EC 145, který byl vyvinut z verze BK 117 C-1.

## Historie a vývoj
Vrtulník BK 117 byl vyvíjen ve spolupráci společností MBB a Kawasaki na základě dohody uzavřené 25. února 1977. Každá ze společností vyvíjela do té doby samostatné dvoumotorové vrtulníky - MBB pracovala na modelu Bö 107 a Kawasaki vyvíjela stroj KH-7. Vývoj samostatných strojů byl pozastaven a započala spolupráce, která byla financována oběma výrobci stejnou částkou. Na model BK 117 byla využita rotorová hlava z typu MBB Bo 105 a převodovka z KH-7. Společnost Kawasaki zodpovídala za trup, palivové a převodové systémy a za elektrické zařízení. Každá společnost měla vlastní výrobní linku určenou pro místní trhy.
Každá ze společností vyrobila vlastní testovací prototyp. Německý prototyp (imatrikulace D-HBKA) vzlétl poprvé 13. června 1979 z bavorského města Ottobrunn s šéfpilotem Siegfriedem Hoffmanem, japonský prototyp (JQ0003) vzlétl poprvé 10. srpna téhož roku v Gifu. Firma MBB následně dokončila i druhý prototyp a rovněž předsériový kus, Japonsko rovnou zahájilo sériovou výrobu. Vývoj vrtulníku byl pomalejší, než bylo plánováno. Očekávalo se, že se osvědčení o letové způsobilosti dosáhne do konce roku 1980 a poté začne docházet k certifikacím, ale z nedostatečného množství kvalifikovaného personálu u MBB získal BK 117 první certifikace až 9. prosince 1982 v Německu. V Japonsku bylo certifikace dosaženo 17. prosince a v USA až 29. března 1983.
Jednomotorová testovací verze označená BK 117 A-3 byla krátce pronajata kanadským vzdušným silám ke zkušebním testům v programu CH-143. Když program skončil, vrátil se vrtulník k MBB.
Nástupce BK 117, vrtulník Eurocopter EC 145, kombinuje originální design BK 117 s větší kabinou a moderní technologie z lehkého vrtulníku Eurocopter EC 135.

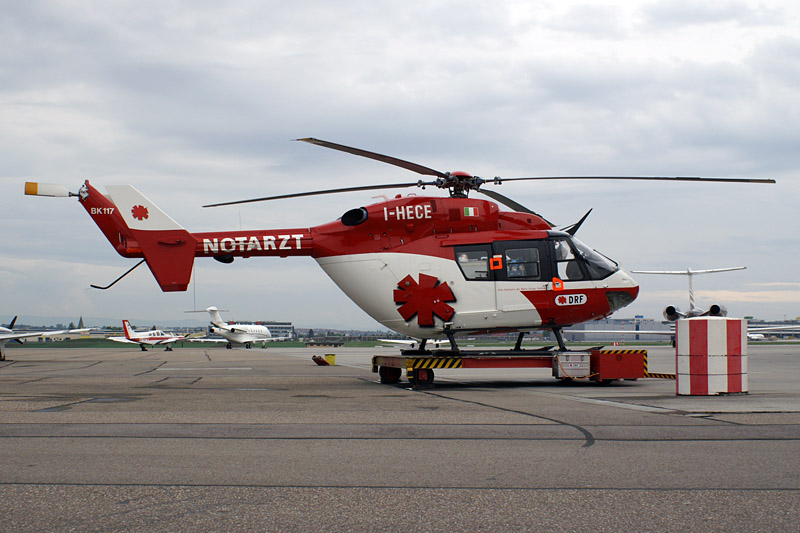
BK 117 (I-HECE) letecké záchranné služby v Německu

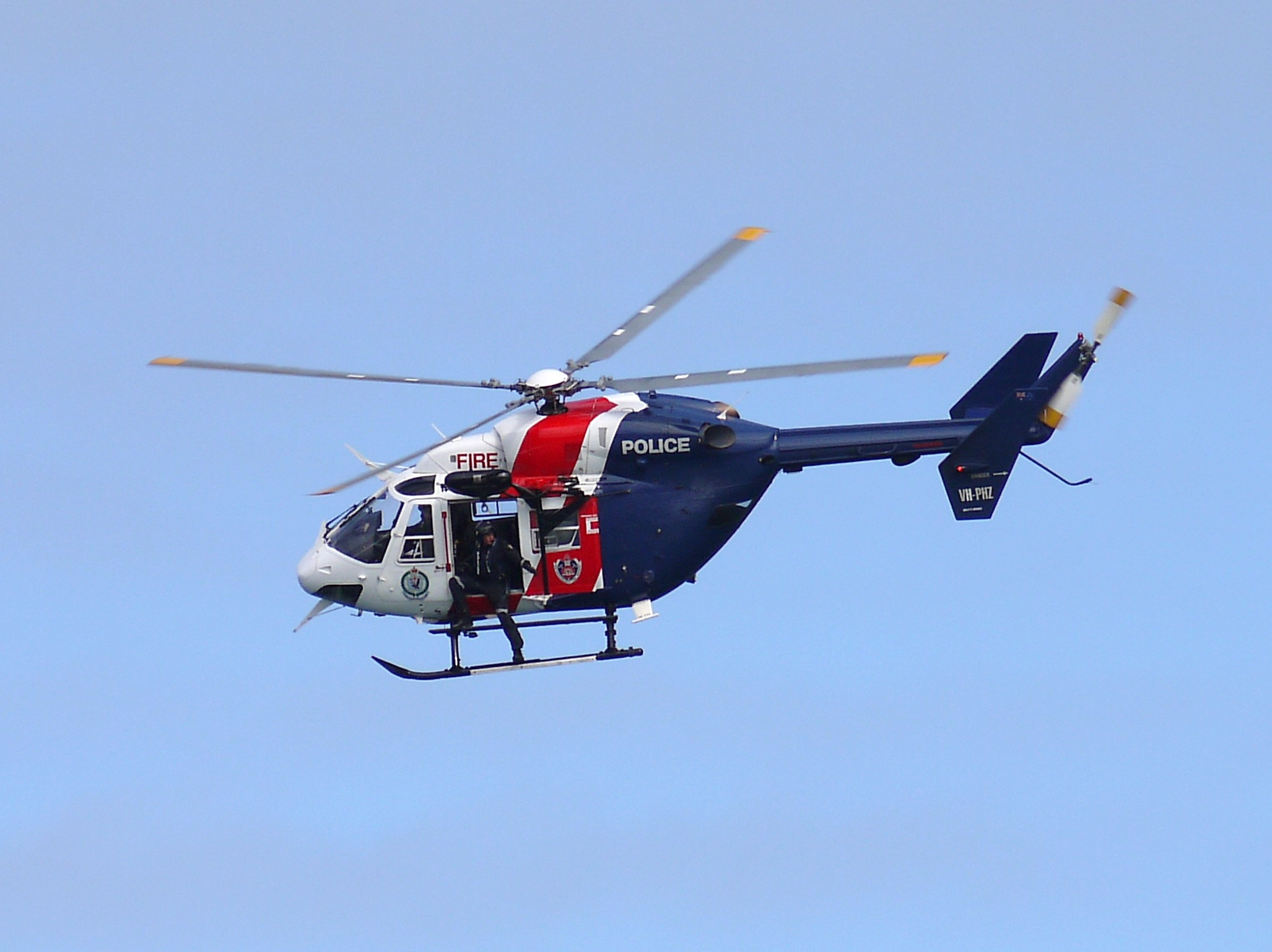
BK 117 B-2 (VH-PHZ) patřící New South Wales Police Force

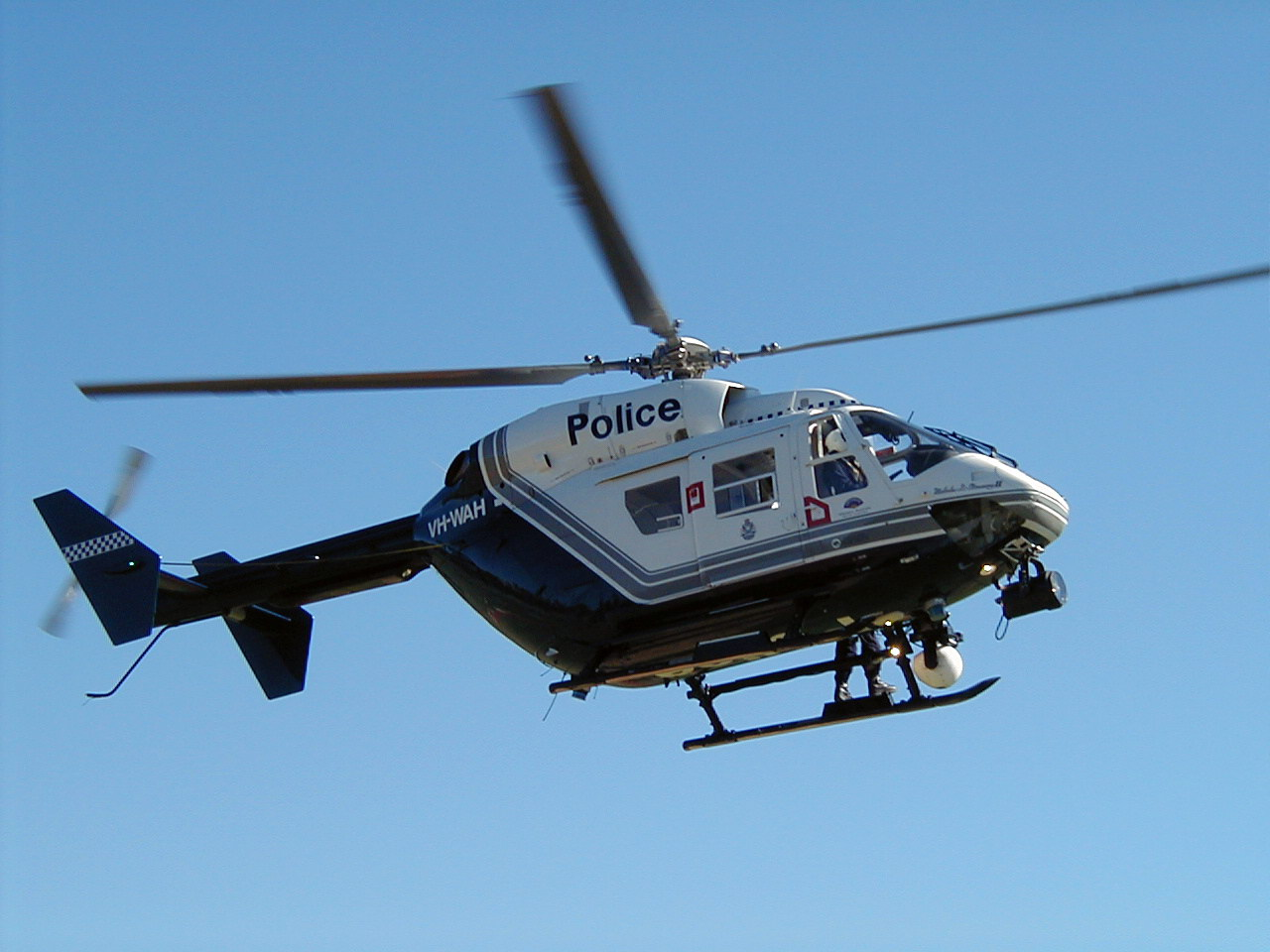
BK 117 (VH-WAH) v policejní verzi v Austrálii

## Varianty
- BK 117 P-2: Německý prototyp, poprvé vzlétl 13. června 1979.
- BK 117 P-3: Japonský prototyp, poprvé vzlétl 10. srpna 1979.
- BK 117 A: První verze určená pro komerční účely.
- BK 117 A-1: Vrtulník je poháněn dvěma motory Lycoming LTS 101-650B-1.
- BK 117 A-3: Verze A-3 má modernizovaný ocasní rotor včetně modernějších listů a zvýšenou maximální vzletovou hmotnost na 3200 kg. Vrtulník byl představen v roce 1985.
- BK 117 A-4: Model představen v roce 1986, měl modernizovanou rotorovou hlavu a zvýšený výkon. Německý model měl navíc další vnitřní palivovou část pro ještě vyšší výkon.
- BK 117 A-3M: Vojenská verze představená v roce 1988. Může přepravovat až 11 pasažérů a nést různé typy zbraní, které jsou umístěny pod trupem.
- BK 117 B-1: Vrtulník byl představen v roce 1987 a je poháněn dvěma motory LTS 101-750B-1; navíc má zvýšenou užitečnou hmotnost o 140 kg.
- BK 117 B-1C: Zvláštní verze pro Spojené království.
- BK 117 B-2
- BK 117 C-1: Poháněn dvěma motory Turbomeca Arriel 1E, novější verze jsou poháněny motory Arriel 1E2.
- BK 117 C-2 (Eurocopter EC 145): Poháněn dvěma motory Arriel 1E2. Prototyp poprvé vzlétl 12. června 1999.
- NBK 117: Licenčně vyráběný model v Indonésii.
- BK 117 850D-2: Verze představená v roce 2010.[4][5] Zahrnuje instalaci motorů LTS101-850-B2 do již sloužících vrtulníků. Tato varianta vznikla u novozélandské společnosti Airwork a podílí se na ní i výrobce motorů Honeywell.

## Specifikace (BK 117 B-2)

### Technické údaje
- Posádka: 1 pilot, až 10 pasažérů
- Délka: 9,91 m
- Průměr nosného rotoru: 11,0 m
- Výška: 3,85 m
- Prázdná hmotnost: 1727 kg
- Maximální vzletová hmotnost: 3350 kg
- Pohonná jednotka: 2 × Textron Lycoming LTS 101-750B-1
- Výkon pohonných jednotek: 442 kW

### Výkony
- Maximální rychlost: 130 KIAS (250 km/h)
- Dolet: 541 km
- Dostup: 4575 m
- Stoupavost: 11,0 m/s